# Substantial Performance
Substantial Performance – Zasadnicze Wykonanie (warunków umowy co do realizacji jej przedmiotu) – pojęcie w prawie zwyczajowym odnoszące się do umów.
W orzecznictwie prawa zwyczajowego jest alternatywą dla zasady „ doskonałej oferty ”. Umożliwia sądowi wskazanie warunku, który pozwala na zastąpienie świadczenia określonego w umowie częściowym lub zasadniczo podobnym wykonaniem świadczenia.
Zasada ta ma zastosowanie gdy, nie z powodu swego umyślnego działania, wykonawca wykonał przedmiot umowy w jakiś sposób niecałkowicie, lecz prawie równoważnie do wymaganego umową, w takim stopniu, że odmowa uzgodnionej płatności przez właściciela byłaby nierozsądna – niesprawiedliwa. Jeśli wykonawca z powodzeniem wykaże znaczące wykonanie, właściciel pozostaje zobowiązany do zapłaty, pomniejszonej o wszelkie szkody poniesione w wyniku wad wykonawczych wykonawcy.
Zasada ta znajduje również zastosowanie w prawie o umowach jednostronnych. Umowy jednostronne to umowy, w których jedna ze stron oferuje przyrzeczenie w zamian za faktyczne wykonanie. Tradycyjnie takie kontrakty uznawano za skuteczne po ogłoszeniu zamówienia na określone świadczenie i można było je odwołać w dowolnym momencie przed zakończeniem wykonania. Przedstawia to niesławna historia o „sztuczkach Cedrika na Moście Brooklińskim”: teoretycznie „A” (Cedrik) może powiedzieć do „B” (przechodnia) „Dam ci sto dolarów, jeśli przejdziesz na drugą stronę Mostem Brooklińskim", a następnie, tuż przed tym, jak „B” (przechodzień) znajdzie się po drugiej stronie, „A” (Cedrik) podjeżdża do niego samochodem i powiada „Ha ha! Umowa nie działa – odwołuję ofertę!". W tym momencie żadna umowa nie zostaje zawarta, a „A” nie ponosi odpowiedzialności wobec „B” za nic. Rozwiązanie takie zostało uznane za niedopuszczalne przez wielu jurystów i uczonych w prawie, którzy zastosowali do tej sytuacji „doktrynę znacznych osiągnięć”, uznając, że ktoś, kto rozpoczął wykonanie, zawarł skutecznie „umowę opcyjną”, pozwalającą na utrzymanie „jednostronnej umowy” (oferty) otwartej.
Zasada ta jest wyrażona w sekcji 237 „Drugiego Wykładu Zebranego Prawa o Umowach” (Restatement [Second] of the Law of Contracts), z serii „Wykładu Praw Zebranych” (Restatements of the Law) wydawanego przez Amerykański Instytut Praw (American Law Institute), zawierającego podsumowanie precedensów wynikających z orzecznictwa, wraz z objaśnieniami.

## Znaczące precedensy
- Cutter przeciw Powell (1795) 101 ER 573[4]
- Sumpter przeciw Hedges (1898) 1 QB 673[5]
- Jacob & Youngs przeciw Kent 230 N.Y. 239 (1921)[6] — Sąd Apelacyjny w Nowym Jorku orzekł, że wykonawcy, który podpisał umowę, przysługiwało prawo do pełnej zapłaty bez burzenia i przebudowy rezydencji, mimo że, wbrew umowie, zainstalował on w niej rury innej marki, lecz o równych parametrach, jak te, których wymagała umowa.
- Hoenig przeciw Isaacs (1952) EWCA Civ 6, 2 All ER 176[7]
- Bolton przeciw Mahadeva (1972) 2 All ER 1322[8]
- Miles przeciw Radzie Miasta Wakefield (1987) AC 539[9], Sędziowie Lord Bridge i Lord Brightman przywołali doktrynę z precedensu sprawy Cutter przeciw Powell, aby wykorzystać ją przeciwko urzędnikowi stanu cywilnego rady miasta, który odmówił pracy w sobotę przez trzy godziny z wymaganych 37 godzin w ramach akcji protestacyjnej (strajkowej). Sąd zdecydował, że pracodawca nie musi nic płacić.
- Wiluszyński przeciw Radzie Londyńskiej Dzielnicy Tower Hamlets (1989) ICR 493[10], Sędzia Nicholls LJ uznał, że nie doszło do „zasadniczego wykonania” – „substantial performance" obowiązków służbowych przez pracownika rady dzielnicy, który podczas straju wykonywał wszystkie swoje obowiązki prócz komunikowania się z pracodawcą – urzędem (co było formą strajku na jaką zdecydowali się związkowcy). Sędzia uznał, że pracodawca nie musi mu nic płacić.

## „Substantial Performance” w legislacji dotyczącej budownictwa
W umowach o usługi budowlane, oraz w legislacji dotyczącej Zastawów Mechanika spotyka się określenie „substantial performance” – „zasadnicze wykonanie”, a częściej określenie „Substantial completion” – „zasadnicze zakończenie prac budowlanych” mające ten sam sens prawny co pojęcie „substantial performance”, podczas gdy „final completion” – „całkowite zakończenie prac budowlanych” odnosi się do pełnego wykonania umowy. Ponieważ „zasadnicze wykonanie” najczęściej oznacza, że przedmiot umowy jest zdatny do użytku, to w odniesieniu do budownictwa, najczęściej „zasadnicze zakończenie prac budowlanych” oznacza, że budynek otrzymał od odpowiednich władz pozwolenie na użytkowanie, choć w ustawach niektórych stanów USA lub prowincji kanadyjskich termin ten ma inne definicje, odwołujące się do zrealizowanej części projektu, wyrażonej w procentach wartości umówionej ceny. Zapisanym we wzorcowych umowach standardem jest, że właściciel zatwierdza osiągnięcie „kamienia milowego” jakim jest „zasadnicze zakończenie prac budowlanych” po usunięciu przez wykonawcę niedoróbek i usterek z listy przygotowanej przez głównego konsultanta – projektanta podczas uprzedniego obchodu budowy – z tzw. „punch list”.
„Substantial Completion”, „Substantial Performance” jest odpowiednikiem polskiego odbioru robót budowlanych i pociąga za sobą podobne konsekwencje, jak rozpoczęcie okresu rękojmi, konieczność zapłaty wykonawcy przez inwestora, naliczanie kar umownych za niedotrzymanie terminów, a dodatkowo w systemie anglosaskim, konieczność przedstawienia przez głównego wykonawcę oświadczeń o pełnym opłaceniu podwykonawców i dostawców, oraz rozpoczyna zwykle kilkudziesięciodniowy okres, w którym zobowiązania wynikające z praw wykonawców i dostawców materiałów do zastawu na nieruchomości ulepszanej budową można wpisać na hipotekę tej nieruchomości na podstawie ustaw o „zastawie mechanika”.